# Pop Symphony
Pop Symphony est le titre d'un album composé en 1970 par Éric Demarsan sous le pseudonyme de Jason Havelock pour le label Pierre Cardin.

## Liste des pistes

### Face A
1. The life of the stone
2. Meeting
3. Waiting

### Face B
1. Joining
2. The impossibility
3. The victory of the stone